# Neobisium schenkeli
Neobisium schenkeli är en spindeldjursart som först beskrevs av Embrik Strand 1932.  Neobisium schenkeli ingår i släktet Neobisium och familjen helplåtklokrypare. Inga underarter finns listade i Catalogue of Life.